# Flores de amapola
Flores de amapola, o Florero y flores, es una pintura del pintor holandés Vincent van Gogh de 1887. Ha sido robada dos veces del  Museo Mohammed Mahmoud Khalil en el Cairo, Egipto, en 1977 y 2010, esta última vez aún no se ha recuperado. Se estima que cuesta en torno a cincuenta millones de dólares.

## Descripción
En el cuadro aparece un florero con amapolas amarillas y rojas que contrastan con un fondo oscuro, recordando la admiración de Van Gogh por Adolphe Monticelli.

## Robos
Del de 1977, se recobró el cuadro diez años después en Kuwait. En 2010, las autoridades egipcias creyeron erróneamente haber recuperado el lienzo pocas horas después del robo tras la captura de dos sospechosos italianos que intentaban abordar un avión con destino a Italia en el Aeropuerto Internacional de El Cairo.
El magnate Naguib Sawiris ha ofrecido un cuantioso rescate para el cuadro.